# Александроград
Александроград (укр. Олександроград) — село на Украине, находится в Великоновосёлковском районе Донецкой области.
Код КОАТУУ — 1421286606. Население по переписи 2001 года составляет 122 человека. Почтовый индекс — 85522. Телефонный код — 6243.

## Адрес местного совета
85522, Донецкая область, Великоновосёлковский р-н, п. Шевченко, ул.Шевченко, 3, 96-5-46